# Sociolingüística
La sociolingüística es una disciplina que se ocupa de las relaciones entre el lenguaje y la sociedad. Como tal, es una rama de la lingüística, pero muy relacionada también con la sociología. Estudia los distintos aspectos de la sociedad que influyen en el uso de la lengua, como las normas culturales y el contexto en que se desenvuelven los hablantes; la sociolingüística se ocupa de la lengua como sistema de signos en un contexto social, lo que implica trabajar con actos de habla reales, no con hablantes y oyentes ideales. Se distingue de la sociología del lenguaje en que esta última examina el modo en que la presencia de distintas lenguas afecta a una sociedad, estudiando temas tales como el multilingüismo social, la diglosia o el code-switching. 
La sociolingüística también tiene puntos en común con la etnografía de la comunicación, la dialectología, la antropología lingüística y la pragmática.
Se puede decir que el mayor logro de la sociolingüística es haber mostrado que el uso del lenguaje no solo depende de las reglas de una gramática sino que también de formas o reglas que pertenecen a la interacción social, necesarias para cualquier actividad conversacional.    
Para Juan Manuel Hernández Campoy, hay cinco características definitorias e inherentes a esta disciplina: 

i) es una ciencia; ii) es una rama de la lingüística, si bien, como apunta Labov, es una forma distinta de hacer lingüística; iii) mira al lenguaje como fenómeno social y cultural; iv) estudia el lenguaje en su contexto social, en situaciones de la vida real, por medio de la investigación empírica; y v) está relacionada con la metodologia y contenidos de las ciencias sociales, principalmente la antropología social y la sociología.

## Lenguaje y sociedad
Se había planteado desde un principio la necesidad de estudios interdisciplinarios para el desarrollo de la sociolingüística. De este modo, no tuvo inconveniente en incorporar como propios a la etnografía del habla y al análisis de la conversación. [cita requerida] Además, contempla y se nutre de las siguientes disciplinas: la sociología del lenguaje, la lingüística secular de William Labov, la dialectología y la geolingüística, el análisis del discurso, la psicología social del lenguaje, la etnografía de la comunicación y la lingüística antropológica.
Como parte de la lingüística, convive con otras disciplinas como la fonología, morfología, sintaxis, semántica, psicolingüística, pragmática, y otras.
Labov hace explícita la dimensión cultural de la disciplina, a la que define como "el estudio del lenguaje en su contexto sociocultural". La sociolingüística mostró que la producción lingüística depende también de formas o reglas que pertenecen a la interacción social: son las reglas del uso lingüístico las que guían nuestras construcciones lingüísticas reales (los enunciados); por ello, es imprescindible pensar al lenguaje como un fenómeno no aislado. Para Labov, el contexto de la lengua es toda la sociedad.
Un logro fundamental de la sociolingüística es haber demostrado que las lenguas varían de un modo sistemático. La sociolingüística, al buscar sus datos dentro de usos reales del lenguaje, amplió la unidad de análisis tradicional de la gramática. Esto dio como resultado una aproximación al análisis del discurso y al análisis de la actuación de los hablantes: se trata de determinar no sólo porqué un hablante dice algo, sino para qué lo dice, a quién se lo dice y qué hace cuando dice algo.
La sociolingüística cuantitativa urbana o variacionismo se ocupa principalmente del estudio de la variación lingüística y del cambio lingüístico. Estudia las distintas variantes lingüísticas que se dan en grupos humanos estratificados según ciertas variables sociales como edad, sexo, nivel socioeconómico, nivel de instrucción, profesión, procedencia geográfica, grupo étnico. Del mismo modo que una lengua presenta variedades conocidas como dialectos en las distintas regiones en que se utiliza, también el uso de la lengua cambia de un grupo social a otro; estos sociolectos son objeto de estudio de la sociolingüística. Cuando la variedad va unida a una cultura determinada se denomina etnolecto. La utilización de esas variedades lingüísticas puede servir para categorizar a los individuos en clases sociales o socioeconómicas, aunque un mismo individuo puede utilizar diferentes variedades de la lengua de acuerdo con la situación social y el contexto en que tenga lugar la interacción.
La sociolingüística sincrónica se centra en la estructura sociolingüística y en las variaciones lingüísticas que dependen de las situaciones y de las actitudes de los hablantes; la sociolingüística histórica o diacrónica, por su parte, se ocupa del cambio lingüístico y de la adquisición y difusión de las lenguas.

#### Orígenes de la sociolingüística
Según Hernández Campoy y Manuel Almeida Suarez, la tesis de Thomas Kuhn sobre la ruptura epistemológica motivada por la revolución científica y la adopción de un nuevo paradigma es un hecho fundamental. Es a partir de la Segunda Guerra Mundial cuando tiene lugar en el mundo anglo-norteamericano, y luego en otros países, la crisis de las concepciones historicistas y el surgimiento de una corriente neopositivista en el mundo de la ciencia, que será la llamada «revolución cuantitativa» donde se enfrentan lo cualitativo y lo cuantitativo, en el que se oponen: teorías, métodos, técnicas de trabajo y dos concepciones diferentes de la investigación científica. Es así que antes de la Segunda Guerra Mundial, los estudios acerca del lenguaje sólo estaban contemplados en los conceptos aportados por Ferdinand de Saussure en su parte más estructuralista, donde el eje de estudio se centraba pura y exclusivamente en la lengua. De esta manera, la revolución científica permitió un nuevo enfoque que se centra en el estudio del habla en un contexto sociocultural, «la ciencia del habla nunca se desarrolló, pero la de la lengua ha sido extremadamente exitosa durante el ùltimo medio siglo» (Labov 1972a: 186).
Así, el desarrollo de los estudios socio-culturalmente contextualizados en los años 60 se debe a la necesidad de refutar las concepciones estructuralistas y generativistas del lenguaje ya que el objeto de estudio de ambas corrientes está focalizado en lo microlingüístico. Por un lado,  la teoría saussureana comprende al lenguaje a partir de la dicotomía lengua/habla. Su objeto de estudio es la lengua dado que es entendida como un sistema de signos lingüísticos homogéneo, mientras que el habla es discriminado de su objeto porque el uso de la lengua es individual, incapaz de poder estudiarlo. Por otro lado, el interés de Chomsky recae en estudiar la competencia, concepto que hace referencia a  aquellos conocimientos que tiene un hablante de la lengua, mientras que discrimina la actuación, que es la puesta en funcionamiento de esa lengua. Estos enfoques del lenguaje están concentrados en analizar los rasgos formales de una lengua idealizada. Por ello, los lingüistas comienzan a interesarse en lo macrolingüístico y a estudiar la heterogeneidad del lenguaje en relación con la actuación lingüística concreta de los hablantes.
La sociolingüística comienza con los trabajos de William Labov en la década de 1960. Su concepción de la relación lenguaje-sociedad se basó en vincular una variable lingüística con otra no lingüística, es decir una variable social. Labov se apoyó en el paradigma cuantitativo; logró fundamentar de modo estadístico la regularidad de la variación lingüística. Sin embargo, los estudios de la relación lenguaje-sociedad no se agotan allí. La sociolingüística estudia el lenguaje como tal y considera que para hacerlo debe abarcar el uso del lenguaje, sin limitarse a describir o proponer modelos formales e ideales, por lo que la proliferación de estudios sobre el uso del lenguaje no se abocó a seguir un solo paradigma.

### Macro-sociolingüística y micro-sociolingüística
La distinción entre macro y micro-sociolingüística establece distinciones metodológicas. 
La macrosociolingüística se ocupa del lenguaje en un sentido mas amplio, o sea que intenta establecer teorías generales acerca del funcionamiento social del lenguaje de alcance universal, esto es, problemas de la variación lingüística, del cambio lingüístico, del contacto y/o conflicto entre lenguas, del nacimiento y muerte de los dialectos, de la comprensión y la producción social de enunciados, de la diferenciación y/o discriminación por el uso diferenciado del lenguaje por una parte de los miembros de una comunidad, de las relaciones de poder expresadas en el uso del lenguaje, de la producción social de sentido, de las condiciones de producción, circulación y recepción o consumo de textos.
La microsociolingüística, por su parte, se ocupa del lenguaje en un sentido restringido. Suele concentrarse en el análisis interaccional (la conversación) y/o el análisis de situaciones particulares como la interacción docente-alumno, médico-paciente, y también algunas versiones del análisis del discurso. Sin embargo, muchas veces la diferencia entre ambos enfoques radica en que la microsociolingüística acepta una etapa hermenéutica en los análisis, mientras que la macrosociolingüística, supuestamente, no la admite.
En la división taxonómica de la lingüística, la sociolingüística deriva y forma parte de la macrolingüística, la cual se ocupa del lenguaje en un sentido más amplio, dirigiendo su interés hacia la adquisición y uso de la lengua y la interdependencia de la cultura, la sociedad y la lengua. 
Joshua Fishman desarrolla dos paradigmas conceptual  y metodológicamente complementarios: la macro-sociolingüística y la micro-sociolingüística. El primero se ocupa de estudios a gran escala sobre el uso de la lengua en términos de comportamiento grupal. Incluye ramas como la sociología del lenguaje, la lingüística secular de Labov, la dialectología y la geolingüística. La segunda, se dedica a la descripción y análisis de las lenguas y de las características de los usuarios. Se refiere a la interacción cara a cara, al análisis del discurso, al análisis de la conversación y a otras áreas sociolingüísticas que conlleven el estudio de grupos relativamente pequeños de hablantes.

### Sociología del lenguaje
En otro nivel de análisis, la sociología del lenguaje (término popularizado por Joshua Fishman) se interesa por fenómenos sociológicos como el bilingüismo, la diglosia, la elección, sustitución y mantenimiento de lenguas y el contacto entre distintos idiomas. La sociología de la lengua se centra en la interacción entre el uso del lenguaje y las sociedades, mientras que la sociolingüística estudia sobre todo el efecto de la estructura y organización social en el uso del lenguaje.
Un sociólogo del lenguaje estudia en qué manera la dinámica social es alterada o afectada por el uso individual o colectivo de la lengua. Este estudio buscaría averiguar quien está "autorizado" a usar qué lengua, con quién y bajo qué condiciones. Igualmente la sociología del lenguaje examinaría cómo la lengua afecta a la identidad individual y de grupo, y cómo se establece esta identidad.

### Etnografía de la comunicación
Por otro lado, la etnografía de la comunicación es una corriente interdisciplinaria muy ligada a la etnología que estudia la interacción comunicativa en comunidades pequeñas y la manera en que la lengua influye en la visión del mundo de los miembros de la comunidad. Esta disciplina ha creado el concepto de competencia comunicativa.

### Dialectología
Tanto la sociología como la dialectología estudian la lengua oral y las relaciones existentes entre determinados grupos humanos y los rasgos lingüísticos que les son propios. Sin embargo, en la práctica la sociolingüística se ha ocupado sobre todo de estudiar los núcleos urbanos, mientras que la dialectología tradicionalmente se ha dedicado en especial a explorar los límites geográficos entre dialectos en áreas rurales. La dialectología urbana apareció combinando una función tanto lingüística como social, y es una de las bases de la sociolingüística actual.
Un sociolingüista puede explicar, a través del análisis de las actitudes sociales, que el uso de una jerga como el lunfardo se considera inapropiado en ciertos contextos profesionales de Argentina; también puede estudiar la gramática, la fonética, el vocabulario y otros aspectos de este sociolecto, mientras que ese mismo investigador si estudia la variación geográfica de la lengua, las fronteras entre los distintos dialectos, tenderá a ser llamado dialectólogo.
Una concepción muy difundida y errónea es la existencia de una lengua de la cual se derivan, por contaminación o deformación, los distintos dialectos. En realidad, los hechos muestran que este proceso es totalmente diferente. Los idiomas nacionales fueron establecidas por una necesidad política y por una autoridad política, nunca por hablantes reales. En todos los procesos en los que se establece una lengua, se elige un dialecto en particular, pero no se cubre el universo hablante. Este idioma nacional será el empleado en la educación, en los documentos oficiales, etc. y se intentará implementar sobre otros dialectos en uso. "No se trata de que algún dialecto sea mejor que otro. Se trata de una imposición de políticas lingüísticas".

### Reflexividad sociolingüística
La reflexividad sociolingüística se concibe como un mecanismo constitutivo, intencional y regulativo de la comunicación lingüística, que se expresa a través de representaciones cognitivas, razonamientos, normatividades, evaluaciones y descripciones de los recursos lingüísticos y socioculturales de los hablantes. La reflexividad en el campo de la sociolingüística se puede considerar como la continuación de los debates sobre la conciencia lingüística, las actitudes sobre el lenguaje y la valoración social de las lenguas, las culturas y las identidades en contextos interculturales. La importancia de este enfoque de investigación cualitativa muestra que los razonamientos sociolingüísticos, los patrones de interacción comunicativa y las preferencias lingüísticas poseen gran flexibilidad y un amplio rango de adaptabilidad y de transformación. Por eso, cada colectivo etnolingüístico adopta mecanismos simbólicos para transmitir los significados y rasgos distintivos de la cultura de una generación a otra, y también de una comunidad a otras externas (Muñoz, 2010).

### Sociolingüística crítica
La sociolingüística crítica se encarga de recoger , analizar e integrar en un mismo discurso las teorías de aquellos investigadores que, desde la sociolingüística, el análisis del discurso, la antropología, la sociología o la psicología, comparten una visión socialmente crítica de los fenómenos lingüísticos. Asimismo, la sociolingüística crítica se diferencia de otras orientaciones sociolingüísticas por el hecho de intentar establecer de qué manera los usos lingüísticos contribuyen a reproducir y a transformar las relaciones sociales y, especialmente, las relaciones de desigualdad entre grupos sociales definidos por criterios de repertorio lingüístico, clase social, género, edad, religión, raza o etnicidad. De esta manera, mientras que la sociolingüística tradicional ha intentado identificar los fenómenos lingüísticos como resultado de los procesos sociales, la sociolingüística crítica baraja la hipótesis de que las categorías sociales y los significados son una producción discursiva y, por lo tanto, no establece una relación causa-efecto entre sociedad y lenguaje, sino que entiende que la sociedad se constituye sobre la base de las prácticas lingüísticas (A.K. Halliday, 1978).
Hay que tener en cuenta que, a partir de la segunda mitad del siglo XX, el postestructuralismo marcó un punto de inflexión en las ciencias sociales, afectando prácticamente a todas las disciplinas, desde los estudios literarios a la arqueología. En sociolingüística, la ruptura surge cuando el concepto de discurso pasa a sustituir el concepto de lenguaje. El discurso se refiere a cualquier práctica social caracterizada por su naturaleza simbólica, es decir, por el hecho de constituirse como significante y, a la vez, significado, a diferencia de la sociolingüística tradicional que nos remite a un sistema cerrado de signos y de significados independientes de la práctica social (Foucault, 1969).
Así pues, la sociolingüística tradicional trabaja con la noción de lenguaje como sistema independiente de signos y define a la sociedad como una estructura interrelacionada donde los individuos actúan en función de la reflexión racional basada en las normas y valores del sistema cultural. La sociolingüística crítica, en cambio, considera que las producciones discursivas son el proceso mismo de la estructuración de la sociedad —no establece, pues, una diferencia entre los aspectos lingüísticos y los aspectos sociales— y adopta la idea del lenguaje de la lucha social en la que los individuos actúan para legitimar sus ideologías o bien para acceder a los recursos (Bourdieu, 1982).
Es por eso que el campo de estudio de la sociolingüística crítica se interesa especialmente por aquellos temas que tienen que ver con las desigualdades sociales de cualquier tipo —lengua y etnicidad, interseccionalidad y feminismo, ideologías lingüísticas y globalización, etc.— o bien con las pugnas ideológicas entre los diferentes grupos de una misma sociedad.

## La variación lingüística
La variación lingüística es el resultado de la interacción de factores tanto geográficos como de otros tipos. Se define como el uso de un elemento lingüístico en lugar de otro sin que esto implique ningún cambio de significado referencial. El elemento que posee diversas expresiones es una variable sociolingüística, y cada una de las formas alternativas de una variable se denomina variante. Un ejemplo de variable sociolingüística en español puede ser la pronunciación de la terminación -ado de los participios verbales, y sus dos variantes principales serían [aðo] y [ao]/[au].
Existen cuatro tipos principales de variación: la variación fonético-fonológica, la variación sintáctica, la variación léxica y la variación en el discurso. [cita requerida]
Variación fonético-fonológica
Dado que ésta no se ve afectada por culpa de problemas de significado, la variación fonológica fue la primera en analizarse. Esto es muy importante porque la convierte en la más fácil de estudiar, siendo la más estudiada. William Labov inicia una metodología aplicando el estudio de cinco variables fonológicas en Nueva York, y ésta será imitada más adelante por otros investigadores. Más tarde, Bailey, insiste en la simplicidad del concepto de variante de Labov. Un ejemplo eran los estudios llevados a cabo sobre algunos dialectos ingleses en los que se analizaba la variación de (r) al final de una sílaba, en los que no se tenía en cuenta una diferencia importante de estos: si [r] influye o no sobre la vocal silábica. Esto provoca una pérdida de información a nivel lingüístico. Diversos autores llegaron a la conclusión de que la posición inicial de palabra es más importante que la posterior. En cuanto a factores sociales, se hace la hipótesis de que la variante tensa (imitación del sonido correcto) es más frecuente cuanto más alto es el nivel sociocultural. Existen tres grupos de factores lingüísticos que pueden determinar la variación fonológica:
- Contextuales: los conforman los elementos que siguen o anteceden a la variable.
- Distribucionales: se refieren al lugar en que aparece el fonema.
- Funcionales: tiene que ver con la naturaleza de las categorías gramaticales en las que se incluye la variable.

Variación sintáctica
Carmen Silva-Corvalán establece que la naturaleza de la variación sintáctica no es análoga de la fonológica por estas razones:
- Es menos frecuente la variación sintáctica que la fonológica en las lenguas.
- La escasa frecuencia con la que se puede contar con un contexto de ocurrencia y la dificultad de la obtención de ejemplos del uso de una y otra variante, convierten a la sintáctica en más difícil de medir o cuantificar.
- En la variación sintáctica los contextos de ocurrencia son más difíciles de identificar o definir.
- Las posibles diferencias de significado entre variantes son un problema en la variación sintáctica.
- La variación sintáctica normalmente no está estratificada estilística o socialmente, ésta viene determinada por factores completamente lingüísticos.

Hay varios tipos de variables que también se incluyen en este grupo:
- De tipo morfológico: aquellas que afectan a la morfología, sobre todo la gramatical, cuya variación no suele implicar a los niveles pragmático y sintáctico.
- De tipo categoríal: Se trata de las que afectan algunas veces a elementos morfológicos y, casi siempre, a sintácticos, cuya variación suele implicar a los niveles semántico y pragmático.
- De tipo funcional: Se trata de las que influyen en la sintaxis y, parcialmente, en la morfología. Estas no suelen estar relacionadas con otros factores semánticos, suelen estar determinadas por factores geográficos, sociolingüísticos, históricos y estilísticos.
- De tipo posicional: la entonación suele estar envuelta en todas ellas, y aquí reside su importancia.

Variación léxica
Su estudio se enfrenta a iguales problemas que la sintáctica. Entre ellos destaca el establecimiento de equivalencias entre variantes, que nos lleva a la antigua discusión sobre la existencia o no de la sinonimia. Las unidades léxicas pueden verse semánticamente neutralizadas, pero es muy complicado demostrar que dos o más variantes son equivalentes. Esto se complica más cuando el uso de cierta forma está influido por connotaciones, impresiones propias, usos comunicativos, es decir, cuando el emisor aplica a su selección léxica criterios que pueden pasar desapercibidos para los oyentes. El estudio de la variación léxica busca explicar la alternancia en el uso de las formas léxicas en unas determinadas condiciones lingüísticas y extralingüísticas.
Variación en el discurso
Es complicado establecer dónde acaba la variación léxica o morfológica y empieza la variación en el discurso. El cambio de referente, de turno o el énfasis son algunas variables de tipo discursivo. Estos ejemplos quizás sugieren la poca conveniencia de un análisis variacionista de tipo discursivo independiente de la variación sintáctica. Debemos mantener aparte este tipo de variación dado que también hay casos de variación discursiva de tipo fónico o léxico.

### La actitud lingüística
La actitud lingüística refiere a una construcción abstracta que se manifiesta en las valoraciones individuales ante la lengua y su uso en sociedad. Pueden darse actitudes favorables (o positivas) o desfavorables (o negativas) hacia diferentes lenguas, dialectos, sociolectos, estilos o simplemente hacia ciertas expresiones lingüísticas. Las actitudes varían según factores como la edad del hablante, el género, el grupo social, la escolarización o instrucción recibida, la aptitud o competencia lingüística, el contexto lingüístico, grupal y cultural. Estas valoraciones pueden tener diversos motivos, entre los que destacan aquellos sociales, subjetivos o afectivos.
Para la sociolingüística los estudios de actitudes lingüísticas cobran relevancia porque ofrecen información acerca de los hablantes, su pertenencia a un grupo social, sus valores o prejuicios lingüísticos. Tales datos pueden indicar el futuro o la orientación de un fenómeno variable, en cuanto alguna de sus variantes pueda difundirse en mayor o menor medida. Además, este tipo de investigación suele emplearse para definir una comunidad de habla, concebida como un grupo de hablantes que comparte las mismas normas evaluativas con respecto a una lengua.
Por ejemplo, en una investigación llevada a cabo en San Juan de Puerto Rico el fenómeno fonético abordado fue la realización velarizada de /rr/. Los resultados obtenidos indicaron que en la zona metropolitana un 70% de los hablantes mantenían una actitud negativa hacia la realización, motivada en la creencia de que el fenómeno era un regionalismo o típico de zonas rurales. Sin embargo, el porcentaje minoritario que manifestó una actitud positiva, lo hizo considerando que se trata de un rasgo típico del español puertorriqueño y por lo tanto, una marca lingüística de identidad cultural.

## Principales teóricos
Dentro de los autores del mundo anglosajón, destacan William Labov y Charles A. Ferguson (considerados por diversos especialistas como los padres de la disciplina), Joshua Fishman, Dell Hymes, Basil Bernstein, David Sankoff, Peter Trudgill. En el mundo hispánico, destacan Humberto López Morales,  Francisco Moreno Fernández, Carmen Silva-Corvalán, Pedro Martín Butragueño, Beatriz Lavandera, Paola Bentivoglio, Leonor Acuña, entre otros. 
Tanto Labov (1972) como Hudson (1980) se centran en el estudio del lenguaje en relación con la sociedad, es decir, las situaciones reales de enunciación. Por su parte, Lavandera (1988), explícita, además, la dimensión cultural de la disciplina, es decir, se centra en el aspecto sociocultural del lenguaje.